# Бакорин
Бакорин (укр. Бакорин) — село в Острожецкой сельской общине Дубенского района Ровненской области Украины.
До 2020 года входило в Млиновский район.
Население по переписи 2001 года составляло 103 человека. Почтовый индекс — 35111. Телефонный код — 3659. Код КОАТУУ — 5623886102.